# Borís Isáchenko
Borís Valentínovich Isáchenko (en ruso: Борис Валентинович Исаченко; Brest, 26 de diciembre de 1958) es un deportista soviético que compitió en tiro con arco, en la modalidad de arco recurvo.
Participó en los Juegos Olímpicos de Moscú 1980, obteniendo una medalla de plata en la prueba individual.
Ganó una medalla de plata en el Campeonato Europeo de Tiro con Arco al Aire Libre de 1982 y tres medallas en el Campeonato Europeo de Tiro con Arco en Sala entre los años 1983 y 1987.

## Palmarés internacional
| Juegos Olímpicos                 | Juegos Olímpicos    | Juegos Olímpicos | Juegos Olímpicos |
| Año                              | Lugar               | Medalla          | Prueba           |
| -------------------------------- | ------------------- | ---------------- | ---------------- |
| 1980                             | Moscú (URSS)        | Medalla de plata | Individual       |
| Campeonato Europeo al Aire Libre |                     |                  |                  |
| Año                              | Lugar               | Medalla          | Prueba           |
| 1982                             | Kecskemét (Hungría) | Medalla de plata | Equipo           |
| Campeonato Europeo en Sala       |                     |                  |                  |
| Año                              | Lugar               | Medalla          | Prueba           |
| 1983                             | Falun (Suecia)      | Medalla de oro   | Equipo           |
| 1983                             | Falun (Suecia)      | Medalla de plata | Individual       |
| 1987                             | París (Francia)     | Medalla de oro   | Equipo           |